# Vaccin génétique
Un vaccin génétique (Genetic vaccine pour les anglophones) est un vaccin qui introduit dans l'organisme du patient non pas une bactérie ou un virus inactivé ou atténué, ni même un élément physique de la surface d'un pathogène (protéine de surface en général), mais un élément du code génétique du virus (ou d'une bactérie) pathogène.
Selon le type de virus on parle de vaccin à ARN ou de vaccin à ADN, dans tous les cas issus des biotechnologies et complètent les outils vaccinaux disponibles (les autres étant les vaccins inactivés et les vaccins à protéine recombinante). Dans le cas des vaccins à vecteurs (VAV), c'est une copie ADN de la portion d'ARN viral qui est insérée dans l'ADN d'un autre virus (adénovirus) alors utilisé comme « véhicule » (vecteur) pour délivrer ce matériel génétique dans les cellules de la personne à vacciner.
Par exemple dans le cas des vaccins les plus distribués pour freiner et maitriser la pandémie de Covid-19 : vaccins de Pfizer-BioNTech ou Moderna (vaccins à ARN emprisonné dans une nanoparticule lipidique) et des vaccins d'AstraZeneca ou Johnson & Johnson (vaccins à ADN utilisant un adénovirus comme vecteur), ce sont ceux des gènes du coronavirus SARS-CoV-2 qui codent sa protéine de surface (péplomère, dite « protéine Spike ») qui sont utilisés. Ces gènes sont injectés au patient (injection intramusculaire). L'antigène (protéine Spike dans ce cas) est alors produit par les cellules du patient.

## Typologie
On distingue deux grandes catégories de vaccins génétiques : 

### Vaccin à ADN
Il y a dans ces cas insertion (et une expression, renforcée le cas échéant par l'utilisation de l'électroporation, déclenchant la reconnaissance du système immunitaire) d'ADN infectieux (viral ou bactérien), dans des cellules humaines ou animales.
Certaines cellules immunitaires reconnaissent les protéines exprimées ; elles attaqueront ensuite ces protéines (ainsi que les cellules qui les expriment[réf. nécessaire]).
Parce que ces cellules vivent très longtemps, si le pathogène qui exprime normalement ces protéines est rencontré plus tard, elles seront très probablement attaquées instantanément par le système immunitaire[réf. nécessaire].
Ces vaccins sont relativement faciles à produire et à stocker[réf. nécessaire].
Plusieurs vaccins vétérinaires à ADN étaient déjà disponibles en 2019, mais aucun n'était encore approuvé pour l'être humain.

### Vaccin à ARN
Ciblant les virus à ARN, le vaccin à ARN est basé sur l'injection d'ARN messager dans l'organisme du patient.
Ce type de vaccin a rapidement été considéré comme une alternative d'avenir, sûre et efficace aux thérapies et stratégies vaccinales à base de protéines, de virus recombinants ou d'ADN dans le domaine de la vaccination,.
Il combine des propriétés immunologiques recherchées à un profil d'innocuité jugé exceptionnel.
En 2009, ce type de vaccin est composé d'un ARN messager conditionné dans un vecteur tel que des nanoparticules lipidiques.
Dans le cadre de la lutte contre la pandémie de Covid-19, ce type de vaccin a été largement utilisé pour lutter contre la maladie à coronavirus 2019 (SARS-CoV-2).

## Histoire
Par rapport aux premiers vaccins inventés par Louis Pasteur, les « vaccins génétiques » comptent parmi les derniers à avoir été imaginés et créés (à la toute fin du XXe siècle), par exemple pour lutter contre :
- l'hépatite B[8] ;
- certaines maladies oncologiques (tumeurs et certains cancers)[9].

Des vecteurs viraux (AAV) sont en particulier testés comme « vaccins génétiques » en prévention et/ou traitement de diverses maladies (maladies infectieuses et non-infectieuses).
Jusqu'en 2020, les vaccins génétiques ont eu moins de succès que l'utilisation combinée d'un adjuvant immunologique et d'une protéine propre au pathogène, visant à susciter des réponses protectrices et/ou thérapeutiques par les anticorps, mais la pandémie de Covid-19 les a propulsés sur le devant de la scène médiatique. Théoriquement, ce type de vaccin aurait dû faire l'objet d'une longue procédure d'évaluation des risques sur la santé et l'environnement, dans le contexte pandémique, la directive européenne 2001/18 relative aux OGM a été modifiée en août 2020 par le règlement européen 2020/1043 : ses articles 2 et 3 permettent à tout essai clinique de médicaments contenant des OGM ou consistant en de tels organismes, et destinés à traiter ou à prévenir la Covid-19, d'échapper aux évaluations préalables sur la santé et l'environnement prévues pour les OGM.

## Principe
L'hypothèse originelle est qu'un « vaccin génétique » stimulera efficacement la réponse immunitaire au transgène,,,,,,.
Ceci a notamment incité à employer des adénovirus recombinants (adénovirus « désarmé », c'est-à-dire génétiquement modifié pour être rendu inoffensif) comme vecteur de vaccin contre le VIH-1,,. Par exemple, un virus adéno-associé hybride (AAV) a été créé et testé en laboratoire chez des Macaques contre le virus de l'immunodéficience humaine de type 1 (VIH-1) et du virus de la grippe A. Il est basé sur deux isolats apparentés de singe rhésus et a été évalué comme porteur de vaccin pour les antigènes de ces deux virus.

## Avantages/inconvénients
Le vecteur viral exprime l'« antigène cible » directement dans certaines cellules du receveur. Ceci présente à la fois des avantages et inconvénients :

### Avantages
Par rapport à d'autres systèmes à base de virus : 
- le vecteur AAV peut être rendu complètement déficient en réplication. Il peut aussi être généré à partir d'un clone moléculaire génétiquement bien caractérisé ;
- le vecteur AAV peut induire des réponses cellulaires B très robustes au transgène[22],[23]) ;
- sérologiquement distincts des autres vaccins à base de virus, il peut participer à des stratégies de prime-boost hétérologues sans interférence d'anticorps ;
- ce type de vaccin facilite la production rapide de réponses CTL restreintes à la classe I[24],[25].

### Inconvénients
Les retours d'expériences d'utilisation de vecteurs (produits à partir de sérotypes standards) montrent que le principal défaut des vaccins à base d'AAV est la possibilité d'interférences du vaccin avec les anticorps qui ciblent le vecteur,,.
Ces interférences peuvent apparaitre de novo (à la suite d'une infection naturelle par un agent pathogène lié au virus utilisé pour fabriquer le vecteur ; par exemple, tout le monde a déjà été infecté par des coronavirus), ou après une première administration du vaccin, qui peut ensuite parfois interférer avec un rappel ou une vaccination apparentée ultérieure.
Le vaccin génétique suscite des lymphocytes T spécifiques de l'antigène au transgène, mais selon Jianping Lin et al. (2020), des études plus détaillées ont ensuite montré que ces cellules sont largement insensibles à l'antigène et ne prolifèrent donc pas dans le contexte d'un rappel vaccinal hétérologue. Les essais cliniques d'AAV2 en tant que vaccin contre le VIH-1 n'ont démontré que des réponses modestes des lymphocytes T aux antigènes du VIH-1 codés,.
Des études séro-épidémiologiques indiquent une source prévalence élevée de NAbs contre AAV1 et AAV2 et des niveaux modérés contre AAV7 et AAV8 ; des études précliniques ont conclu que ces niveaux dégradent l'efficacité du vaccin.
En cas d'infections antérieures d'un patient à l'AAV, ce patient, quand l'AAV est ensuite utilisé comme vaccin génétique (par exemple contre le VIH-1), est confronté à la présence d'anticorps neutralisants (NAb) dirigés contre le vecteur.
Un dépistage approfondi réalisé sur plusieurs continents (publication 2009) a montré une prévalence élevée et des titres élevés de NAb relatifs à AAV1 et AAV2, et des niveaux modérés de NAb pour AAV7 et AAV8.
Des transferts expérimentaux de gènes in vivo ont montré que NAb antiAAV affecteront probablement l'efficacité du vecteur,,.
Comme tous les vaccins, les vaccins génétique exercent une pression de sélection sur les populations du pathogène-cible en circulation, pouvant favoriser l'apparition de nouveaux variants résistants au vaccin et éventuellement plus pathogènes et/ou plus contagieux (voir vaccination et évolution de la virulence).